# Meidericher Spielverein Duisburg 1984-1985
Questa voce raccoglie le informazioni riguardanti il Meidericher Spielverein Duisburg nelle competizioni ufficiali della stagione 1984-1985.

## Stagione
Nella stagione 1984-1985 il Duisburg, allenato da Luis Zacarias, concluse il campionato di 2. Bundesliga al 13º posto. In Coppa di Germania il Duisburg fu eliminato al primo turno dal Fortuna Colonia.

## Rosa
| N. |                     | Ruolo | Calciatore         |
| -- | ------------------- | ----- | ------------------ |
|    | Germania (bandiera) | P     | Wolfgang de Beer   |
|    | Germania (bandiera) | P     | Heribert Macherey  |
|    | Germania (bandiera) | D     | Markus Griebling   |
|    | Germania (bandiera) | D     | Frank Hammerschlag |
|    | Germania (bandiera) | D     | Michael Kaul       |
|    | Germania (bandiera) | D     | Markus Kettler     |
|    | Germania (bandiera) | D     | Udo Lay            |
|    | Germania (bandiera) | D     | Patrick Notthoff   |
|    | Germania (bandiera) | D     | Dietmar Schacht    |
|    | Germania (bandiera) | D     | Michael Struckmann |
|    | Germania (bandiera) | D     | Georg Zug          |

| N. |                      | Ruolo | Calciatore             |
| -- | -------------------- | ----- | ---------------------- |
|    | Germania (bandiera)  | C     | Manfred Dubski         |
|    | Germania (bandiera)  | C     | Uwe Fecht              |
|    | Germania (bandiera)  | C     | Pascal Notthoff        |
|    | Serbia (bandiera)    | C     | Nebojsa Pesic          |
|    | Germania (bandiera)  | C     | Günter Schlipper       |
|    | Germania (bandiera)  | C     | Franz-Josef Steininger |
|    | Germania (bandiera)  | C     | Mike Voßnacke          |
|    | Turchia (bandiera)   | C     | Hassan Yilderim        |
|    | Germania (bandiera)  | A     | Volker Abramczik       |
|    | Australia (bandiera) | A     | Eddie Krnčević         |

## Organigramma societario
Area tecnica
- Allenatore: Luis Zacarias
- Allenatore in seconda: Günter Preuß
- Preparatore dei portieri:
- Preparatori atletici:

## Calciomercato

### Sessione estiva
| Acquisti | Acquisti         | Acquisti        | Acquisti |
| R.       | Nome             | da              | Modalità |
| -------- | ---------------- | --------------- | -------- |
| A        | Volker Abramczik | Schalke 04      |          |
| D        | Michael Kaul     | Wormatia Worms  |          |
| A        | Eddie Krnčević   | Dinamo Zagabria |          |

| Cessioni | Cessioni         | Cessioni        | Cessioni |
| R.       | Nome             | a               | Modalità |
| -------- | ---------------- | --------------- | -------- |
| C        | Helmut Balke     | Hamborn 07      |          |
| D        | Kees Bregman     | Fortuna Colonia |          |
| A        | Roland Wohlfarth | Bayern Monaco   |          |
| D        | Kees Zwamborn    | NAC Breda       |          |

### Sessione invernale
| Acquisti | Acquisti | Acquisti | Acquisti |
| R.       | Nome     | da       | Modalità |
| -------- | -------- | -------- | -------- |

| Cessioni | Cessioni | Cessioni | Cessioni |
| R.       | Nome     | a        | Modalità |
| -------- | -------- | -------- | -------- |

## Risultati

### 2. Bundesliga

#### Girone di andata
| Arbitro: | Diekert |

|                                   |           |                |
| Steininger 3’ Notthoff 66’ (rig.) | Marcatori | 37’, 40’ Knauf |

| Arbitro: | Niebergall |

|                                     |           |                                 |
| Glöde 17’, 27’, 76’ Clute-Simon 80’ | Marcatori | 68’, 88’ Krnčević 86’ Abramczik |

| Arbitro: | Probst |

|              |           |                                   |
| Krnčević 11’ | Marcatori | 79’ (rig.) Giesel 81’ Heidenreich |

| Arbitro: | Tritschler |

|                             |           |                |
| Weyerich 43’ Lottermann 67’ | Marcatori | 16’ Struckmann |

| Arbitro: | Dellwing |

|                                                                                    |           |                         |
| Strack 4’, 69’ Rohatsch 11’ Schwarz 17’ (rig.), 67’ (rig.) Sarroca 25’ Schopen 33’ | Marcatori | 62’ Dubski 86’ Voßnacke |

| Arbitro: | Kasperowski |

|                          |           |               |
| Abramczik 23’ Dubski 45’ | Marcatori | 38’ Pilipović |

| Colonia 22 settembre 1984, ore 15:00 CEST 7ª giornata | Fortuna Colonia | 0 – 0 referto | Duisburg | Südstadion (940 spett.)\| Arbitro: \| Huster \| |
| Arbitro:                                              | Huster          |               |          |                                                 |

| Arbitro: | Matheis |

|  |           |            |
|  | Marcatori | 73’ Hobday |

| Arbitro: | Correll |

|                                    |           |                     |
| Seel 29’, 64’ Jusufi 50’ Jambo 88’ | Marcatori | 74’ (rig.) Notthoff |

| Arbitro: | Retzmann |

|             |           |           |
| Notthoff 9’ | Marcatori | 37’ Augst |

| Arbitro: | Vasel |

|                                    |           |  |
| Kirschbaum 12’ Gaedke 47’ Bunk 90’ | Marcatori |  |

| Arbitro: | Brückner |

|                                          |           |           |
| Abramczik 7’ Notthoff 31’ Struckmann 45’ | Marcatori | 26’ Golke |

| Arbitro: | Amerell |

|                           |           |                             |
| Burgsmüller 27’ Wirtz 29’ | Marcatori | 37’ Notthoff 55’ Struckmann |

| Arbitro: | Boos |

|  |           |                             |
|  | Marcatori | 33’ (rig.) Brandts 72’ Ruof |

| Arbitro: | Schmidhuber |

|                        |           |                                          |
| Kügler 53’ Allievi 79’ | Marcatori | 22’ Struckmann 38’, 84’ Notthoff 81’ Lay |

| Arbitro: | Theobald |

|                                           |           |  |
| Notthoff 55’, 81’, 84’ Abramczik 82’, 90’ | Marcatori |  |

| Arbitro: | Kasperowski |

|              |           |               |
| Eggeling 56’ | Marcatori | 33’ Abramczik |

| Arbitro: | Zimmermann |

|              |           |  |
| Notthoff 90’ | Marcatori |  |

| Arbitro: | Eli |

|          |           |                                            |
| Emig 42’ | Marcatori | 18’ Struckmann 22’ Steininger 72’ Notthoff |

#### Girone di ritorno
| Arbitro: | Huster |

|                            |           |  |
| Cestonaro 37’ Bakalorz 90’ | Marcatori |  |

| Arbitro: | Retzmann |

|                |           |                 |
| Struckmann 17’ | Marcatori | 66’ Grillemeier |

| Hannover 2 febbraio 1985, ore 15:00 CET 22ª giornata | Hannover 96 | 0 – 0 referto | Duisburg | Niedersachsenstadion (5 600 spett.)\| Arbitro: \| Zimmermann \| |
| Arbitro:                                             | Zimmermann  |               |          |                                                                 |

| Arbitro: | Kriegelstein |

|              |           |                                      |
| Notthoff 69’ | Marcatori | 18’ (rig.) Brunner 36’, 70’ Eckstein |

| Arbitro: | Kasperowski |

|                                    |           |                  |
| Struckmann 32’ Notthoff 53’ (rig.) | Marcatori | 18’ (rig.) Vasić |

| Arbitro: | Brehm |

|                       |           |                   |
| Wendt 29’ Löffler 83’ | Marcatori | 7’, 39’ Abramczik |

| Arbitro: | Mierswa |

|                                                                      |           |  |
| Abramczik 5’ Notthoff 24’ Steininger 26’ Struckmann 44’ Voßnacke 47’ | Marcatori |  |

| Arbitro: | Vasel |

|                                   |           |                     |
| Vollmer 51’ Dannenberg 62’ (rig.) | Marcatori | 76’ (rig.) Notthoff |

| Arbitro: | Jupe |

|                                     |           |  |
| Struckmann 57’ (rig.) Abramczik 89’ | Marcatori |  |

| Offenbach am Main 30 marzo 1985, ore 15:00 CET 29ª giornata | Kickers Offenbach | 0 – 0 referto | Duisburg | Stadion am Bieberer Berg (3 500 spett.)\| Arbitro: \| Bodmer \| |
| Arbitro:                                                    | Bodmer            |               |          |                                                                 |

| Arbitro: | Broska |

|                |           |           |
| Struckmann 15’ | Marcatori | 4’ Gaedke |

| Arbitro: | Matheis |

|           |           |  |
| Dahms 52’ | Marcatori |  |

| Arbitro: | Boos |

|                              |           |                |
| Schacht 32’ Hammerschlag 51’ | Marcatori | 4’ Burgsmüller |

| Arbitro: | Horeis |

|                                      |           |  |
| Thomas 29’ Ruof 80’, 86’ Brandts 90’ | Marcatori |  |

| Arbitro: | Steffens |

|         |           |           |
| Lay 52’ | Marcatori | 90’ Drews |

| Arbitro: | Eli |

|                     |           |                                        |
| Sorg 53’ Kohnle 72’ | Marcatori | 33’, 50’ (rig.) Notthoff 36’ Abramczik |

| Arbitro: | Waltert |

|  |           |                    |
|  | Marcatori | 18’, 37’ Buschmann |

| Arbitro: | Probst |

|                                            |           |  |
| Lenz 15’ Freiler 33’ Schwickert 78’ (rig.) | Marcatori |  |

| Arbitro: | Wiesel |

|                                  |           |          |
| Abramczik 5’, 52’ Struckmann 62’ | Marcatori | 60’ Reeg |

### Coppa di Germania
| Arbitro: | Theobald |

|                     |           |                    |
| Gores 80’ Baier 83’ | Marcatori | 32’, 73’ Abramczik |

| Arbitro: | Neuner |

|                                   |                      |                                    |
| Schacht 81’ Abramczik 110’        | Marcatori            | 79’, 117’ Gede                     |
| Abramczik Struckmann Dubski Pesic | Tiri di rigore 3 – 5 | Kuntze Grabosch Gede Gores Richter |

## Statistiche

### Statistiche di squadra
| Competizione      | Punti | In casa | In casa | In casa | In casa | In casa | In casa | In trasferta | In trasferta | In trasferta | In trasferta | In trasferta | In trasferta | Totale | Totale | Totale | Totale | Totale | Totale | DR |
| Competizione      | Punti | G       | V       | N       | P       | Gf      | Gs      | G            | V            | N            | P            | Gf           | Gs           | G      | V      | N      | P      | Gf     | Gs     | DR |
| ----------------- | ----- | ------- | ------- | ------- | ------- | ------- | ------- | ------------ | ------------ | ------------ | ------------ | ------------ | ------------ | ------ | ------ | ------ | ------ | ------ | ------ | -- |
| 2. Bundesliga     | 35    | 19      | 9       | 5       | 5       | 33      | 21      | 19           | 3            | 6            | 10           | 23           | 42           | 38     | 12     | 11     | 15     | 56     | 63     | -7 |
| Coppa di Germania | -     | 1       | 0       | 1       | 0       | 2       | 2       | 1            | 0            | 1            | 0            | 2            | 2            | 2      | 0      | 2      | 0      | 4      | 4      | 0  |
| Totale            | 35    | 20      | 9       | 6       | 5       | 35      | 23      | 20           | 3            | 7            | 10           | 25           | 44           | 40     | 12     | 13     | 15     | 60     | 67     | -7 |

### Andamento in campionato
| Giornata  | 1 | 2  | 3  | 4  | 5  | 6  | 7  | 8  | 9  | 10 | 11 | 12 | 13 | 14 | 15 | 16 | 17 | 18 | 19 | 20 | 21 | 22 | 23 | 24 | 25 | 26 | 27 | 28 | 29 | 30 | 31 | 32 | 33 | 34 | 35 | 36 | 37 | 38 |
| --------- | - | -- | -- | -- | -- | -- | -- | -- | -- | -- | -- | -- | -- | -- | -- | -- | -- | -- | -- | -- | -- | -- | -- | -- | -- | -- | -- | -- | -- | -- | -- | -- | -- | -- | -- | -- | -- | -- |
| Luogo     | C | T  | C  | T  | T  | C  | T  | C  | T  | C  | T  | C  | T  | C  | T  | C  | T  | C  | T  | T  | C  | T  | C  | C  | T  | C  | T  | C  | T  | C  | T  | C  | T  | C  | T  | C  | T  | C  |
| Risultato | N | P  | P  | P  | P  | V  | N  | P  | P  | N  | P  | V  | N  | P  | V  | V  | N  | V  | V  | P  | N  | N  | P  | V  | N  | V  | P  | V  | N  | N  | P  | V  | P  | N  | V  | P  | P  | V  |
| Posizione | 8 | 14 | 17 | 20 | 20 | 18 | 20 | 20 | 20 | 20 | 20 | 20 | 20 | 20 | 19 | 18 | 17 | 16 | 12 | 13 | 14 | 12 | 17 | 15 | 13 | 12 | 12 | 11 | 12 | 11 | 13 | 10 | 14 | 14 | 11 | 15 | 15 | 13 |

Legenda:

Luogo: C = Casa; T = Trasferta. Risultato: V = Vittoria; N = Pareggio; P = Sconfitta.

### Statistiche dei giocatori
| Giocatore       | 2. Bundesliga | 2. Bundesliga | 2. Bundesliga | 2. Bundesliga | Coppa di Germania | Coppa di Germania | Coppa di Germania | Coppa di Germania | Totale   | Totale | Totale      | Totale     |
| Giocatore       | Presenze      | Reti          | Ammonizioni   | Espulsioni    | Presenze          | Reti              | Ammonizioni       | Espulsioni        | Presenze | Reti   | Ammonizioni | Espulsioni |
| --------------- | ------------- | ------------- | ------------- | ------------- | ----------------- | ----------------- | ----------------- | ----------------- | -------- | ------ | ----------- | ---------- |
| V. Abramczik    | 37            | 13            | 0             | 0             | 2                 | 3                 | 0                 | 0                 | 39       | 16     | 0           | 0          |
| M. Dubski       | 32            | 2             | 4             | 0             | 2                 | 0                 | 0                 | 0                 | 34       | 2      | 4           | 0          |
| U. Fecht        | 0             | 0             | 0             | 0             | 0                 | 0                 | 0                 | 0                 | 0        | 0      | 0           | 0          |
| M. Griebling    | 4             | 0             | 0             | 0             | 0                 | 0                 | 0                 | 0                 | 4        | 0      | 0           | 0          |
| F. Hammerschlag | 29            | 1             | 6             | 1             | 2                 | 0                 | 1                 | 0                 | 31       | 1      | 7           | 1          |
| M. Kaul         | 30            | 0             | 5             | 0             | 2                 | 0                 | 0                 | 0                 | 32       | 0      | 5           | 0          |
| M. Kettler      | 14            | 0             | 0             | 0             | 2                 | 0                 | 0                 | 0                 | 16       | 0      | 0           | 0          |
| E. Krnčević     | 18            | 3             | 1             | 0             | 2                 | 0                 | 0                 | 0                 | 20       | 3      | 1           | 0          |
| U. Lay          | 35            | 2             | 7             | 0             | 2                 | 0                 | 0                 | 0                 | 37       | 2      | 7           | 0          |
| H. Macherey     | 35            | 0             | 1             | 0             | 1                 | 0                 | 0                 | 0                 | 36       | 0      | 1           | 0          |
| P. Notthoff     | 37            | 17            | 5             | 0             | 2                 | 0                 | 0                 | 0                 | 39       | 17     | 5           | 0          |
| P. Notthoff     | 23            | 1             | 2             | 0             | 0                 | 0                 | 0                 | 0                 | 23       | 1      | 2           | 0          |
| N. Pesic        | 11            | 0             | 0             | 0             | 1                 | 0                 | 0                 | 0                 | 12       | 0      | 0           | 0          |
| D. Schacht      | 36            | 1             | 8             | 0             | 2                 | 1                 | 0                 | 0                 | 38       | 2      | 8           | 0          |
| G. Schlipper    | 34            | 0             | 6             | 0             | 2                 | 0                 | 1                 | 0                 | 36       | 0      | 7           | 0          |
| F. Steininger   | 30            | 3             | 3             | 0             | 1                 | 0                 | 0                 | 0                 | 31       | 3      | 3           | 0          |
| M. Struckmann   | 37            | 11            | 4             | 0             | 2                 | 0                 | 1                 | 0                 | 39       | 11     | 5           | 0          |
| M. Voßnacke     | 34            | 2             | 0             | 0             | 0                 | 0                 | 0                 | 0                 | 34       | 2      | 0           | 0          |
| H. Yilderim     | 7             | 0             | 1             | 0             | 0                 | 0                 | 0                 | 0                 | 7        | 0      | 1           | 0          |
| G. Zug          | 2             | 0             | 1             | 0             | 0                 | 0                 | 0                 | 0                 | 2        | 0      | 1           | 0          |
| W. de Beer      | 4             | 0             | 0             | 0             | 1                 | 0                 | 0                 | 0                 | 5        | 0      | 0           | 0          |